# Giuseppe Pitrè
Giuseppe Pitrè (Palermo, 22 dicembre 1841 – Palermo, 10 aprile 1916) è stato uno scrittore, medico, letterato ed etnologo italiano.
Noto soprattutto per il suo pionieristico lavoro nell'ambito del folclore siciliano, la museografia e la cultura materiale, fu il più importante ricercatore e studioso di tradizioni popolari siciliane, nonché l'iniziatore degli studi folklorici in Italia. Giuseppe Cocchiara, etnologo e preside della Facoltà di Lettere e Filosofia di Palermo nonché prosecutore della sua opera, disse di lui: «… la sua opera monumentale resta pietra miliare per la ricchezza e la vastità d'informazioni nel campo del folclore, in cui nessuno ha raccolto “come e quanto” lo scrittore palermitano…».
Nella seconda metà dell'Ottocento, aprì la via al lavoro di altri etnologi della scuola palermitana di etnologia (tra cui Giuseppe Cocchiara, Salvatore Salomone Marino ed altri), di cui è indubbiamente il fondatore, oltreché esser stato d'ispirazione sia a Luigi Capuana, che nel suo repertorio trovò materiale per le proprie fiabe, sia a Giovanni Verga, che si ispirò a lui per le «tinte schiette» e le particolari usanze del suo mondo di umili e perfino per argomenti specifici di alcune novelle come Guerra di Santi. Rosa Balistreri inoltre musicò versi tradizionali presenti nei suoi studi per dar vita ad alcune canzoni popolari del suo repertorio.
Nel 1914 fu nominato senatore del Regno d'Italia.
Negli anni ottanta (D.P.R. 27.05.1985 e D.P.R. 06.03.1986) lo Stato italiano, vista l'importanza delle sue opere, decise di finanziare una nuova realizzazione dell'opera omnia, in una "Edizione Nazionale" di tutti i suoi scritti, sulla base del precedente lavoro diretto da Giovanni Gentile negli anni '40.

## Biografia
Giuseppe Pitrè nacque a Palermo in via Collegio di Maria al borgo (dove al numero civico 83 una lapide lo ricorda), rione Santa Lucia, il 22 dicembre 1841, da famiglia umile: il padre Salvatore, marinaio, morì di febbre gialla a New Orleans nel 1847, mentre la madre, Maria Stabile, era anche lei figlia di marinai. Giovanissimo, prese parte nel 1860 all'impresa di Garibaldi in Sicilia nelle file della Marina garibaldina..

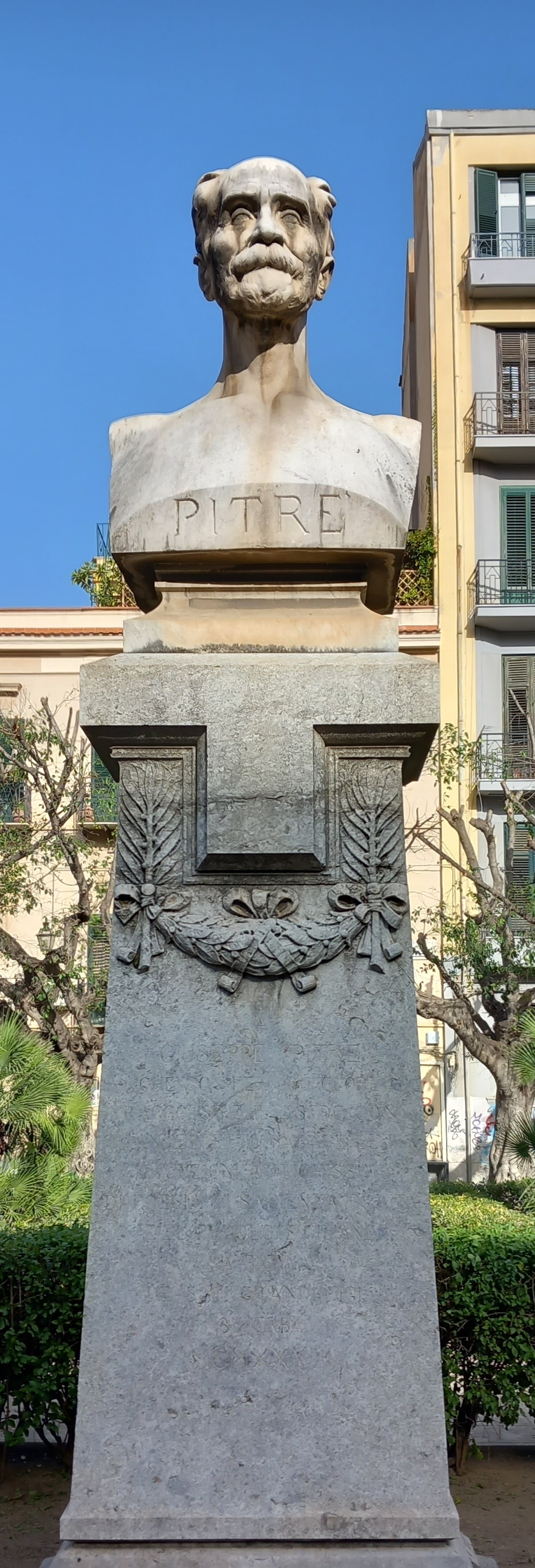
Busto di Pitrè in piazza S. Oliva a Palermo

 Nonostante le ristrettezze economiche, anche con l'aiuto di un prete amico di famiglia, la madre riuscì dapprima a fargli conseguire il diploma liceale in studi classici presso un istituto dei gesuiti di Palermo, quindi la laurea in medicina e chirurgia all'Università di Palermo nel 1865.
Dopo un breve periodo di insegnamento nei licei palermitani, esercitò come medico per l'intera vita – che costituì quello che sarà il cosiddetto lavoro sul campo etnologico – venendo così a contatto con i ceti popolari più umili (si distinse, in particolare, durante il periodo di colera che colpì Palermo, curando i più bisognosi della città), col mondo dei marinai e dei contadini, da cui raccolse preziosi dati per i suoi studi etnologici. In particolare, tra di loro, spinto dalla passione per gli studi storici e filologici (che iniziò già quand'era studente, con la pubblicazione della sua prima opera compiuta Profili biografici di contemporanei italiani del 1864), raccolse, in testo, i Canti popolari siciliani attinti anche dalla voce della madre, a cui rimase sempre fortemente legato e che egli dice “era la mia Biblioteca delle tradizioni popolari siciliane”, dedicandole appunto questa sua prima opera (del 1868). Il suddetto lavoro confluì poi, tra il '70 e il '71, nei due volumi di quella monumentale Biblioteca delle tradizioni popolari siciliane pubblicata in venticinque volumi fra il 1871 e il 1913. Tale opera, la più importante della sua produzione e su cui lavorò per quasi quarant'anni, comprendente tra l'altro canti d'amore, di protesta (legati alle stagioni e alle varie culture), giochi, proverbi, motti e scongiuri, indovinelli, fiabe, spettacoli, feste, ricette di medicina popolare, leggende, cartelli, pasquinate, usi nuziali, nonché costumi, usanze, consuetudini e tradizioni della famiglia, della casa e della vita del popolo siciliano, costituì il primo trattato completo, dal punto di vista etnografico ed etnologico, su tutte le manifestazioni del folclore siciliano.
Nel 1877, si sposò con Francesca Vitrano, che gli diede tre figli: Maria (nata nel 1878), Rosina (nata nel 1885) e Salvatore (nato nel 1887). Ma la morte prematura degli ultimi due, Rosina deceduta nel terremoto di Messina del 1908 e Salvatore morto per un avvelenamento da cibo, procurarono al Pitrè grande dolore e sofferenza negli ultimi anni della sua vita.
Collaborò proficuamente con l'amico e collega Salvatore Salomone Marino, col quale fondò nel 1880, dirigendola fino al 1906, la più importante rivista di studi sul folclore del tempo, l'Archivio per lo studio delle tradizioni popolari, fra le prime riviste etnografiche italiane metodologicamente improntate al positivismo. Intrattenne anche una fitta corrispondenza con studiosi di tutto il mondo, con un epistolario le cui lettere sono oggi conservate in una sezione del museo etnografico di Palermo, che rappresenta una notevole testimonianza dell'importanza raggiunta dal Pitrè non solo a livello nazionale, ma anche internazionale (pur restando, pressoché per tutta la vita, nella sua amata Palermo).

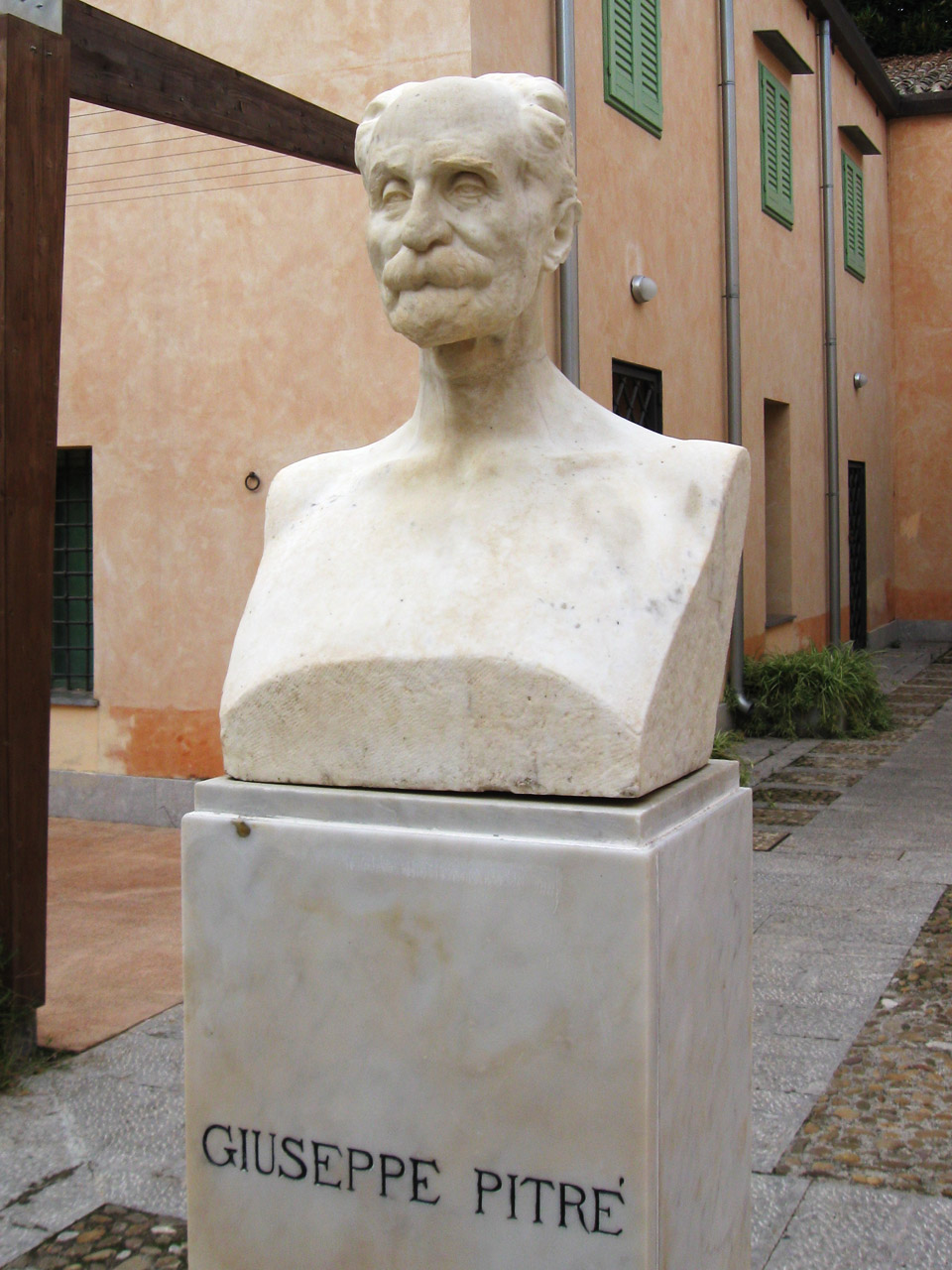
Busto di Pitrè a Palermo, opera di Ettore Ximenes

Nel 1903, «per i suoi indubbi meriti nel campo degli studi sulle tradizioni siciliane, Pitrè fu nominato Presidente della Reale Accademia di Scienze e Lettere di Palermo, carica che disse sempre d'aver retto con animo “imparziale ed alieno da chiesuole”». Il 16 febbraio 1909 fu pure eletto socio dell'Accademia della Crusca. Fu inoltre presidente della Società Siciliana per la Storia Patria e segretario della Reale Accademia delle scienze mediche.
Come sostenne Cocchiara, la vasta opera del Pitrè, che diede il via alla museografia scientifica ed agli studi di cultura materiale, oltre a rimanere un esempio impareggiabile di raccolta e sistemazione, nonché una base precipua per i successivi studi folclorici, presenta due aspetti principali, uno storico e l'altro "poetico", rivelando tra l'altro «un'umanità viva e vibrante» ragion per la quale egli era convinto fosse giunto il momento di studiare con rigore, amore e pazienza le memorie e le tradizioni popolari, per custodirle e tramandarle. Da tutto ciò, nel 1910 venne aperto il primo museo etnografico siciliano (ed uno dei primi del territorio nazionale), dove raccogliere, catalogare e sistemare tutti i reperti, i materiali e gli oggetti frutto delle sue pazienti ricerche condotte (direttamente da lui stesso o per il tramite dei suoi numerosi collaboratori) in tutta la Sicilia, in una sede dapprima non molto ampia, ma poi allargata e ristrutturata nel 1935 per volere di Cocchiara. Il museo oggi porta il suo nome ed è ospitato nelle ex-stalle della Palazzina Cinese, all'interno del Parco della Favorita di Palermo.
Sempre nel 1910, il Pitrè fu chiamato ad insegnare demopsicologia (come lui era solito chiamare il folclore) all'Università di Palermo, quando già aveva acquisito solida notorietà e numerosi apprezzamenti in Italia e all'estero, prima cattedra italiana del genere il cui insegnamento era sempre più orientato verso l'indirizzo evoluzionistico e non più a quello storico-filologico (qual era nella tradizione folklorica italiana dell'epoca) degli inizi. Innamorato della sua terra e della sua città natale, scrisse anche Palermo cento e più anni fa, prezioso e introvabile volume, nonché dei saggi su Meli, su Goethe a Palermo, e sulla Divina Commedia, raccogliendo a tal proposito novelle popolari toscane.
Per i suoi meriti e la sua fama, fu nominato Senatore del Regno d'Italia il 30 dicembre del 1914, quando anche in America venivano tradotte e pubblicate le sue opere per le Edizioni Crane, soprattutto proverbi e fiabe, le cui radici comuni a tanti popoli egli aveva individuato ed esaltato, rimarcando, in una lettera a Ernesto Monaci, la loro ricchezza linguistica con queste parole: «Che bellezza, amico mio! Bisogna capire e sentire il dialetto siciliano per capire e sentire la squisitezza delle fiabe che sono riuscito a cogliere di bocca ad una tra le mie varie narratrici». Altrettanto belle le pagine dedicate alle storie dì Giufà, personaggio della tradizione popolare siciliana.
Il 12 febbraio 1915,  nella sua qualità di maremmiere secolare, unitamente al marammiere ecclesiastico Mons. Giuseppe Lagumina, del sotto-marammiere beneficiale Baldassare Mangione, del cappellano Lorenzo Lo Verde e di pochi privati cittadini, presenziò all'apertura della tomba di porfido di Ruggero II nella cattedrale di Palermo. Il Pitrè era legato da profonda e antica amicizia sia con Mons Lagumina, che considerava un punto di riferimento importante per i suoi studi, sia con suo fratello Bartolomeo.  Il Lagumina riuscì a derimere una divertente questione tra Pitrè e Gioacchino Di Marzo relativamente alla fioritura della verga di San Giuseppe. Lagumina spiegò a Pitrè che si trattava di «una leggenda ebraica» e gli fornì le delucidazioni richieste.
Morì a Palermo, il 10 aprile del 1916.

## Archivio personale
Quasi l'intero corpus epistolare del Pitrè è conservato al Museo etnografico siciliano Giuseppe Pitrè. Inoltre, presso il Fondo Autografi della Biblioteca Universitaria di Genova, sono depositate altre quaranta lettere del Pitrè.

## Opere
La copiosissima produzione di Giuseppe Pitrè, dedicata quasi per intero alla tradizione popolare siciliana ed alla cultura materiale, è in buona parte raccolta in due "collane" curate dallo stesso autore. La prima, pubblicata a Palermo tra il 1871 e il 1913, s'intitola Biblioteca delle tradizioni popolari siciliane ed è composta da venticinque volumi: i volumi 1-18 furono pubblicati dall'editore L. Pedone-Lauriel; i volumi 19-23, dall'editore C. Clausen; e gli ultimi due, dall'editore A. Reber. La seconda collana, anch'essa diretta dal Pitrè, ha per titolo Curiosità popolari tradizionali e si compone di sedici volumi, pubblicati tra il 1885 e il 1899. Di quest'ultima opera è disponibile una ristampa anastatica realizzata dall'editore Arnaldo Forni di Bologna nel 1966.
Si elencano, qui di seguito, gli scritti più rappresentativi della vasta produzione del Pitrè:
- Profili biografici di contemporanei italiani, Palermo, Editore F. Leo, 1864.
- Sui canti popolari siciliani. Studio critico, Palermo, Tipografia del "Giornale di Sicilia", 1868.
- Le lettere, le arti, le scienze in Sicilia nel 1871-72, Palermo, L. Pedone-Lauriel, 1872.
- Studi di poesia popolare, Palermo, L. Pedone-Lauriel, 1872.
- Saggio di fiabe e novelle popolari siciliane, Palermo, L. Pedone-Lauriel, 1873.
- Fiabe, novelle e racconti popolari siciliani, 4 voll., Palermo, L. Pedone-Lauriel, 1875 (Il primo dei quattro volumi s'intitola Saggio d'una grammatica del dialetto e delle parlate siciliane, che comprende, tra l'altro, le Storie di Giufà).
- Usi natalizi, nuziali e funebri del popolo siciliano, Palermo, L. Pedone-Lauriel, 1879.
- Proverbi siciliani, confrontati con quelli degli altri dialetti d'Italia, 4 voll., Palermo, L. Pedone-Lauriel, 1880.
- Spettacoli e feste popolari siciliane, Palermo, L. Pedone-Lauriel, 1881.
- Il Vespro Siciliano nelle tradizioni popolari della Sicilia, Palermo, L. Pedone-Lauriel, 1882.
- Giuochi fanciulleschi siciliani, Palermo, L. Pedone-Lauriel, 1883.
- Novelle popolari toscane, Firenze, G. Barbera, 1885.
- Avvenimenti faceti raccolti da un anonimo siciliano nella prima metà del secolo XVIII, Palermo, L. Pedone-Lauriel, 1885.
- Fiabe e leggende popolari siciliane, Palermo, Il Pomerio, 1888.
- Usi e costumi, credenze e pregiudizi del popolo siciliano, 4 voll., Palermo, L. Pedone-Lauriel, 1889.
- Bibliografia delle tradizioni popolari d'Italia, Torino, C. Clausen, 1894.
- Medicina popolare siciliana, Torino, C. Clausen, 1896.
- La vita in Palermo cento e più anni fa, 2 voll., Palermo, A. Reber, 1904.
- Medici, chirurgi, barbieri e speziali antichi in Sicilia (nei secoli XIII-XVIII), Palermo, A. Reber, 1910.
- Cartelli, pasquinate, canti, leggende, usi del popolo siciliano, Palermo, A. Reber, 1913.
- La famiglia, la casa e la vita del popolo siciliano, Palermo, A. Reber, 1913.
- Grammatica siciliana, introduzione di Alberto Varvaro, Palermo, Sellerio Editore, 1979.
- La demopsicologia e la sua storia, Palermo, Ila Palma, 2001.

Tutte le opere di Pitrè sono state ristampate in varie edizioni nonché tradotte anche in altre lingue, soprattutto in inglese. Un'edizione nazionale delle opere complete, in 50 volumi, curata da un comitato inizialmente presieduto da Giovanni Gentile, uscì tra il 1940 e il 1950 presso la Società editrice del libro italiano (Roma), quindi presso le edizioni G. Barbera (Firenze). Una più recente raccolta delle opere complete, in 60 volumi, è stata pubblicata dalle edizioni Ila Palma (Palermo), a cura del Centro internazionale di etnostoria. Da ricordare, infine, come la maggior parte della produzione del Pitrè sia oggi disponibile online, in forma digitalizzata (cfr. la sezione Collegamenti esterni).